# Свемирска опера

Свемирска опера је поджанр научне фантастике који наглашава свемирске авантуре смештене у универзум у којем је путовање брже од светлости постало уобичајено. Радње се често одвијају у позадини свемирског ратовања, ванземаљских цивилизација и галактичких царстава. Понекад се сматра да је овај поджанр футуристички омаж ранијим авантуристичким сагама, попут оних из митологије и витешких романси.
Израз се не односи на оперску музику, већ се првобитно односио на мелодраму, обим и формулаичне приче опера, слично као што се користи у изразима „сапунска опера” за мелодрамску домаћу драму и „коњска опера” (енгл. horse opera), фраза из 1930-их за клишеизиран и формулаичан вестерн филм. Прототипови свемирске опере појавили су се почетком двадесетог века, а жанр данас ужива велику популарност у књижевности, филму, стрипу, на телевизији, у видео и друштвеним играма. Рани серијски филм заснован на стриповима о свемирској опери био је Флеш Гордон (1936), чији је аутор Алекс Рејмонд. Пери Родан (1961–), немачка франшиза више аутора, једна је од најуспешнијих серија књига свемирске опере. Телевизијска и филмска серија Звездане стазе (1966–) аутора Џина Роденберија, филмови Ратови звезда (1977–) аутора Џорџа Лукаса и дуговечна британска телевизијска серија Доктор Ху (1963–) донели су велику пажњу овом поджанру. Талас дела „нове свемирске опере” који је почео 1970-их, заједно са огромним успехом медијских франшиза, помогао је да свемирска опера постане критички прихватљив поджанр. Од 1982. до 2002. године, Награда Хуго за најбољи роман често је додељивана номинацијама из свемирске опере.

## Дефиниције
Свемирска опера је дефинисана као „телевизијска или радио-драма или филм који представља научнофантастичну авантуристичку причу”.
Неки критичари праве разлику између свемирске опере и планетарне романсе. Обе врсте садрже авантуре у егзотичним окружењима, али свемирска опера наглашава путовање свемиром, док се планетарне романсе фокусирају на ванземаљске светове. Са ове тачке гледишта, приче Едгара Рајса Бароуза смештене на Марсу, Венери и Месецу биле би планетарне романсе (и међу најранијим примерима), као и приче Ли Блекет о Ерику Џону Старку, које су под утицајем Бароуза.
Израз „свемирска опера” сковао је 1941. године писац и фан научнофантастичног фандома Вилсон Такер као погрдан термин у чланку у фанзину Le Zombie. У то време, серијске радио-драме у Сједињеним Државама постале су познате као сапунске опере јер су многе биле спонзорисане од стране произвођача сапуна. Израз „коњска опера” (енгл. horse opera) такође је ушао у употребу за описивање формулаичних вестерн филмова. Такер је дефинисао свемирску оперу као научнофантастични еквивалент: „отрцана, напорна, смрдљива, застарела прича о свемирском броду”. Фанови и критичари су приметили да су заплети свемирских опера понекад преузимани из коњских опера и једноставно пренети у свемирско окружење, што је славно пародирано на задњој корици првог броја Galaxy Science Fiction. Крајем 1920-их и почетком 1930-их, када су се приче штампале у научнофантастичним часописима, често су их називали „супер-научним еповима”.
Почевши од 1960-их, а широко прихваћено до 1970-их, свемирска опера је редефинисана, пратећи дефиницију Брајана Олдиса у антологији Space Opera (1974) као – што су Хартвел и Крејмер парафразирали – „старе добре ствари”. Ипак, убрзо након његове редефиниције, почела су оспоравања, на пример, кроз уређивачку праксу и маркетинг Џуди-Лин дел Реј и у критикама њеног супруга и колеге Лестера дел Реја. Конкретно, они су оспоравали тврдње да су свемирске опере застареле, а издавачка кућа Del Rey Books је реиздања ранијих дела Ли Блекет означавала као свемирску оперу. До раних 1980-их, свемирске опере су поново редефинисане, а етикета је приписана великим делима популарне културе попут Ратова звезда. Тек почетком 1990-их термин свемирска опера почео је да се признаје као легитиман жанр научне фантастике.
Хартвел и Крејмер дефинишу свемирску оперу као:
... живописна, драматична, научнофантастична авантура великих размера, компетентно, а понекад и лепо написана, обично усредсређена на симпатичног, херојског централног лика и радњу, и обично смештена у релативно далеку будућност, у свемир или на друге светове, карактеристично оптимистичног тона. Често се бави ратом, пиратеријом, војничким врлинама и акцијом веома великих размера, са великим улозима.
Ауторка А. К. Дубоф дефинише свемирску оперу као:
Права свемирска опера је епска по обиму и лична по ликовима. Говори о људима који се суочавају са нечим већим од себе и њиховим борбама да превладају. Иако је окружење изван Земље централно, боравак на свемирском броду или посета другој планети није једини услов. Мора постојати и драма и довољно велики обим да се прича уздигне изнад пуког свемирског амбијента и постане права свемирска опера.
Свемирска опера се може упоредити са „тврдом научном фантастиком”, у којој је нагласак на ефектима технолошког напретка и изума, и где су окружења пажљиво разрађена да поштују законе физике, космологије, математике и биологије. Примери се могу видети у делима Алистера Рејнолдса или филму Последњи звездани борац. У другим случајевима, свемирска опера се може поклопити са тврдом научном фантастиком и разликовати од меке научне фантастике тако што се фокусира на научну тачност, као што је Уздигло царство Скота Вестерфелда. Друга дела свемирске опере могу се дефинисати као равнотежа између оба или истовремено и тврда и мека научна фантастика, као што је серијал преднаставака Дине Кевина Џ. Андерсона и Брајана Херберта или серијал Ратови звезда Џорџа Лукаса.

## Историја
Рана дела која су претходила поджанру садржавала су многе елементе онога што ће постати свемирска опера. Данас се називају прото-свемирском опером. Рану прото-свемирску оперу писали су неколико француских аутора из 19. века, на пример, Les Posthumes (1802) Николе-Едмеа Ретифа, Star ou Psi de Cassiopée: Histoire Merveilleuse de l'un des Mondes de l'Espace (1854) К. И. Дефонтенеја и Lumen (1872) Камија Фламариона.
Иако нису биле широко популарне, прото-свемирске опере су се повремено писале током касне викторијанске и едвардијанске ере научне фантастике. Примери се могу наћи у делима Персија Грега, Герета П. Сервиса, Џорџа Грифита и Роберта Кромија. Научник научне фантастике Е. Ф. Блајлер наводи дело Борба за царство: Прича из 2236. године Роберта Вилијама Кола као прву свемирску оперу у свом референтном делу Science-Fiction: The Early Years из 1990. године. Роман описује међузвездани сукоб између соларних људи са Земље и жестоке хуманоидне расе са седиштем на Сиријусу. Међутим, идеја за роман произилази из националистичког жанра фикције популарног од 1880. до 1914. године, који се назива фикција о будућем рату.
Упркос овом наизглед раном почетку, права свемирска опера почела је редовно да се појављује у палп часописима попут Amazing Stories тек крајем 1920-их. У филму, жанр је вероватно почео са данским филмом Himmelskibet из 1918. године. За разлику од ранијих прича о свемирским авантурама, које су или говориле о инвазији ванземаљаца на Земљу, или се концентрисале на изум свемирског возила од стране генијалног проналазача, чиста свемирска опера је једноставно узимала свемирско путовање здраво за готово (обично смештајући причу у далеку будућност), прескакала уводе и директно се упуштала у приче о смелим подвизима међу звездама. Ране приче овог типа укључују „Invaders from Outside” (Weird Tales, јануар 1925) Џ. Шлосела, The Second Swarm (Amazing Stories Quarterly, пролеће 1928) и The Star Stealers (Weird Tales, фебруар 1929), Tarrano the Conqueror (1925) Реја Камингса, и Across Space (1926) и Crashing Suns (Weird Tales, август–септембар 1928) Едмонда Хамилтона. Сличне приче других писаца уследиле су током 1929. и 1930. године. До 1931. свемирска опера је била добро успостављена као главни поджанр научне фантастике.
Међутим, аутор који се најчешће наводи као прави отац жанра је Е. Е. „Док” Смит. Његово прво објављено дело, Скајларк свемира (Amazing Stories, август–октобар 1928), написано у сарадњи са Ли Хокинс Гарби, често се назива првом великом свемирском опером. Оно спаја традиционалну причу о научнику који проналази свемирски погон са планетарном романсом у стилу Едгара Рајса Бароуза. Смитова каснија серија Ленсмен и дела Едмонда Хамилтона, Џона В. Кембела и Џека Вилијамсона 1930-их и 1940-их били су популарни међу читаоцима и много имитирани од стране других писаца. До раних 1940-их, понављање и екстраваганција неких од ових прича довели су до приговора неких фанова и повратка термина у његовом изворном и погрдном смислу. Ипак, на крају, наклоност према најбољим примерима жанра довела је до поновне процене термина и оживљавања традиција поджанра. Писци попут Пола Андерсона и Гордона Р. Диксона одржавали су форму свемирске авантуре великих размера живом током 1950-их, а следили су их писци попут М. Џона Харисона и К. Џ. Чери 1970-их. До тада, „свемирска опера” за многе читаоце више није била увредљив израз, већ једноставан опис одређене врсте научнофантастичне авантуристичке приче.
У Јапану, теме свемирске опере постале су популарне у токусацу филмовима и серијама 1950-их. Значајни примери укључују Упозорење из свемира (1956), Мистеријанци (1957), Супер џин (1957-1959), Принц планете (1958-1959), Битка у свемиру (1959) и Горат (1962).
Према аутору Полу Џ. Маколију, велики број углавном британских писаца почео је да поново осмишљава свемирску оперу 1970-их (иако већина небританских критичара тежи да оспори британску тврдњу о доминацији на сцени нове свемирске опере). Значајни догађаји у овом процесу укључују објављивање Кентаури уређаја М. Џона Харисона 1975. и уводник-позив на акцију Дејвида Прингла и Колина Гринланда у летњем издању часописа Интерзоун из 1984; и финансијски успех Ратова звезда, који прати неке традиционалне конвенције свемирске опере. Ова „нова свемирска опера”, која се развила отприлике у исто време када се појавио сајберпанк и била под његовим утицајем, мрачнија је, удаљава се од шаблона „тријумфа човечанства” старе свемирске опере, укључује новије технологије и има јачу карактеризацију ликова него стара свемирска опера. Иако задржава међузвездани обим и размере традиционалне свемирске опере, може бити и научно ригорозна.
Нова свемирска опера била је реакција на стару. Заговорници 'нове свемирске опере' тврде да се жанр усредсређује на развој ликова, фино писање, високе књижевне стандарде, веродостојност и морално истраживање савремених друштвених питања. Маколи и Мајкл Леви идентификују Ијана М. Бенкса, Стивена Бакстера, М. Џона Харисона, Алистера Рејнолдса, самог Маколија, Кена Маклауда, Питера Ф. Хамилтона, Ен Леки и Џастину Робсон као најзначајније представнике нове свемирске опере. Један од најзначајнијих издавача, Baen Books, специјализован је за свемирску оперу и војну научну фантастику, објављујући многе од горепоменутих аутора, који су освајали награде Хуго.

## Дефиниције по контрасту
Неколико подскупова свемирске опере преклапа се са војном научном фантастиком, концентришући се на свемирске битке великих размера са футуристичким оружјем у међузвезданом рату. Многе серије се могу сматрати припадницима оба жанра или чак преклапати све, као што је серијал Ендерова игра Орсона Скота Карда или Honorverse Дејвида Вебера. У једној крајности, жанр се користи за спекулисање о будућим ратовима који укључују свемирска путовања, или о ефектима таквог рата на људе; у другој, састоји се од употребе заплета војне фикције са неким површним научнофантастичним обележјима на фиктивним планетама са фиктивним цивилизацијама и фиктивним ванземаљцима. Израз „војна свемирска опера” се понекад користи за означавање овог поджанра, као што га је користила критичарка Силвија Келсо приликом описивања Воркосиган саге Лоис Макмастер Буџолд. Други примери војне свемирске опере укључују франшизу Свемирска крстарица Галактика и роман Свемирски војници Роберта А. Хајнлајна из 1959. године. Кључна разлика војне научне фантастике од свемирске опере као дела свемирског ратовања у фикцији јесте та што главни ликови у свемирској опери нису војно особље, већ цивили или паравојници. Оно што их спаја под заједничким имениоцем јесте то што се војна научна фантастика, као и свемирска опера, често бави међузвезданим ратом. Међутим, војна научна фантастика не укључује увек свемирско или вишепланетарно окружење као свемирска опера и свемирски вестерн.
Свемирски вестерн такође може наглашавати истраживање свемира као „последњу границу”. Ове вестерн теме могу бити експлицитне, као што су каубоји у свемиру, или могу бити суптилнији утицај у свемирској опери. Џин Роденбери је описао Звездане стазе: Оригиналну серију као свемирски вестерн (или поетскије, као „Wagon Train до звезда”). Свитац и његов филмски наставак Серенити дословно су пренели вестерн аспекте жанра које су популаризовале Звездане стазе: користио је пограничне градове, коње и стил класичних вестерна Џона Форда. Светови који су тераформирани могу бити приказани као да представљају сличне изазове као и погранично насеље у класичном вестерну. Револвери и коњи могу бити замењени зрачним пиштољима и ракетама.

## Пародије
Романи Бил, галактички херој и Star Smashers of the Galaxy Rangers Харија Харисона, као и филмска адаптација првог, филмови Галактичка пустоловина и Свемирске лопте Мела Брукса, и трилогија Laugh It Up, Fuzzball из серије Породични човек пародирају конвенције класичне свемирске опере.